# Short Skirt/Long Jacket
Short Skirt/Long Jacket je první singl alternativně rockové skupiny Cake ze jejího alba Comfort Eagle.
Píseň je o ideální ženě, o jejích proporcích a o konkrétních detailech. Píseň se může zdát satirická.
Video k písni se odehrává na ulici, kde je mnoho lidí požádáno, aby si píseň poslechli a ohodnotili.
Instrumentální verze písně je úvodní znělkou televizního seriálu NBC, Chuck.

## Seznam verzí

### Původní verze
1. "Short Skirt/Long Jacket" – 3:24
2. "Arco Arena" (Vocal Version) – 2:10
3. "Short Skirt/Long Jacket" (Video)

### Alternativní verze
1. "Short Skirt/Long Jacket (LP Version)" – 3:24
2. "Short Skirt/Long Jacket (Radio Mix)" – 3:23

## Umístění v žebříčku
| Rok  | Singl                     | Žebříček                   | Pozice |
| ---- | ------------------------- | -------------------------- | ------ |
| 2001 | "Short Skirt/Long Jacket" | Bubbling Under the Hot 100 | 24     |
| 2001 | "Short Skirt/Long Jacket" | Adult Top 40               | 31     |
| 2001 | "Short Skirt/Long Jacket" | Modern Rock Tracks         | 7      |